# 前进街街道 (银川市)
前进街街道，是中华人民共和国宁夏回族自治区銀川市兴庆区下辖的一个街道办事处。

## 行政区划
前进街街道下辖以下地区：
西塔社区、明德社区、陶瓷社区、华林社区、银华社区和星光华社区。